# 骨腫瘍
骨腫瘍（こつしゅよう、英: bone tumor）とは骨組織に発生する腫瘍であり、原発性腫瘍と転移性腫瘍に分けられる。殆どの場合、長管骨の骨幹端に発生する。原発性の場合、組織生検によって悪性か否かを判定する。骨腫瘍は若年者の発症が非常に多いので30歳未満の病的骨折をみたら一応は疑った方がよいと言われている。

## 良性腫瘍
骨軟骨性外骨腫、多発性骨軟骨腫、骨巨細胞腫、多発性内軟骨腫は悪性化する傾向がある。

### 軟骨由来
- 骨軟骨腫：脛骨近位骨幹端に好発する。大腿骨下端では、きのこが生えたように成長する軟骨帽が特徴である。
- 内軟骨腫：指に発生するのが特徴的である。境界明瞭、円形の骨破壊像が特徴である。

### 骨由来
- 類骨骨腫：骨硬化像が特徴である。夜間痛が強い。

### 由来不明
- 骨巨細胞腫：膝の周りの骨端部に好発する。骨膜反応が全くないのが特徴である。

## 悪性腫瘍

### 軟骨由来
- 軟骨肉腫：膝の周りの骨端、骨幹端に発生する。粗大な石灰化が特徴的である。

### 骨由来
- 骨肉腫：膝の周りの骨幹端に好発する。骨膜反応が非常に強く骨破壊像と造骨像が混在する。転移が非常に多い。

### 由来不明
- ユーイング肉腫：X線撮影で、骨破壊像と骨硬化像の混在や「玉葱様病巣」が認められる。

## 転移性腫瘍
基本的には脊柱に骨破壊像がみられたら転移性骨腫瘍を疑う。但し乳癌、前立腺癌では骨硬化像がみられることが多い。転移性骨腫瘍では疼痛除去目的に放射線を用いることがある。